# Gózon Francisco
Gózon Francisco (Caracas, Venezuela, 1964. április 15. –) Balázs Béla-díjas venezuelai magyar operatőr, filmrendező, egyetemi tanár.

## Életpályája
Apja, a kiskunhalasi születésű Gózon Imre, építészmérnök, aki a venezuelai magyar kulturális ház elnöke volt több évtizeden keresztül. Gózon Francisco 1983–1985 között a caracas-i Grafikai Főiskola diákja volt. 1985–1989 között a Színház- és Filmművészeti Főiskola operatőr szakán tanult. 1993–1997 között a Balázs Béla Stúdió vezetőségi tagja volt. A Színház- és Filmművészeti Egyetem tanára. Francisco emigráns szülők gyermekeként Venezuelában született. Főiskolai tanulmányait Magyarországon végezte, itt született első gyermeke, Salamon is. Időközben Spanyolországban is eltöltöttek néhány évet, de most, úgy tűnik, végleg a Duna-menti Zebegényben telepedtek le.

## Filmjei
| - Álombalzsam (1988) - Zafír (1989) - Sellő félig habokból (1994) - Patika (1994-1995) - A kalap, a láb és az özvegy (1995) - Külső-belső (1995) - Esti Kornél csodálatos utazása (1995) - Vinci, húzd ki magad! (1996) - Haggyállógva, Vászka (1996) - Szamba (1996) - Nappali álmodozók (1996) - Design (1996) - Törésvonalak II. (1997) - Három szerelem (1998) - Szerelem est (1998) - A leghidegebb éjszaka (2000) - A mi szerelmünk (2000) - Akasztottak (2000) - Mocskos élet (2001) - Rózsa és szőlőlevél (2001) - Magyar szépség (2003) - A boldogság színe (2003) - Ritmusok (2004) - Ég veled! (2005) (forgatókönyvíró is) - Ami megmaradt belőle… (2005) - Madárszabadító, felhő, szél (2006) - Iszka utazása (2007) - Eszter hagyatéka (2008) (forgatókönyvíró is) - A félelem völgye (2009) - Párizsban (2009) - Kaland (2011) (forgatókönyvíró is) - A tökéletes gyilkos (2016) | - Női uszoda (1987) - Rudolfió (1989) - Sülve-főve (1991) (forgatókönyvíró is) |

## Díjai, elismerései
- Karlovy Vary-i legjobb operatőri díja (1991)
- a filmszemle díja (1995, 1996)
- Souvenir-díj (1995)
- Balázs Béla-díj (1997)